# 3817 Lencarter
3817 Lencarter eller 1979 MK1 är en asteroid i huvudbältet som upptäcktes den 25 juni 1979 av de båda amerikanska astronomerna Eleanor F. Helin och Schelte J. Bus vid Siding Spring-observatoriet. Den är uppkallad efter Leonard J. Carter.
Asteroiden har en diameter på ungefär 3 kilometer.